# 男孩们：谢尔曼兄弟的故事
《男孩们：谢尔曼兄弟的故事》（英語：The Boys: The Sherman Brothers' Story）是一部2009年关于谢尔曼兄弟的美国纪录片，由他们的儿子格雷戈里·V·谢尔曼和杰夫·谢尔曼导演和制作，迪士尼发行。本·斯蒂勒担任这部电影的执行制片人。 

## 内容
这部电影讲述了奥斯卡奖获奖音乐创作团队这些年来的成长和疏离，他们以为迪斯尼配乐而闻名。影片包含对电影界一些个人及他们家庭成员的采访，包括演员朱莉·安德鲁斯和迪克范戴克（曾与谢尔曼兄弟在《歡樂滿人間》中合作）、制片人（罗伊·迪斯尼）、电影作曲合作者（約翰·威廉斯和史蒂芬·施沃茨）和电影评论家（伦纳德·马尔廷）。 

### 评价
《男孩们：谢尔曼兄弟的故事》早期得到了迪士尼爱好者和主流媒体的总体正面评价。爛番茄新鲜度为89%。《纽约时报》称其为“由谢尔曼兄弟的儿子们制作的引人入胜的传记片”。《今日美國》给了它三星评级（满分四颗星），称它“……对迪士尼电影、制作音乐的乐趣、家庭纽带和持久合作关系的一次感人的致敬和充满热爱的讲述。”《旧金山纪事报》称这部电影是“一部优秀的电影——娱乐性强、内容丰富，在展示这两位天才所共有内在魔性时常常令人击节赞叹。《男孩们》是一部充满爱意的致敬，但它也像是在迪士尼乐园中上演威廉·福克纳式剧情。”
虽然《好莱坞报道者》称赞这部电影，但它认为票房潜力不大，因为这部电影只会吸引“电影爱好者、迪士尼迷和健康电影音乐剧的粉丝”。 